# Lijst van Crotaphytidae
Onderstaand een lijst van alle soorten Crotaphytidae. Er zijn 12 soorten in twee geslachten.
- Crotaphytus antiquus
- Crotaphytus bicinctores
- Crotaphytus collaris
- Crotaphytus dickersonae
- Crotaphytus grismeri
- Crotaphytus insularis
- Crotaphytus nebrius
- Crotaphytus reticulatus
- Crotaphytus vestigium
- Gambelia copeii
- Gambelia sila
- Luipaardleguaan (Gambelia wislizenii)